# Марушко, Вячеслав Фёдорович
Вячесла́в Фёдорович Ма́рушко (2 сентября 1938, Москва, РСФСР, СССР — 7 ноября 1999, там же) — советский футболист, играл на позиции защитника и полузащитника, провёл один матч за сборную СССР. Мастер спорта СССР (1960).

## Карьера

### Клубная
Воспитанник молодёжной школы Московско-Рязанского отделения МЖД (с 1952). В 1955-57 занимался в ФШМ г. Москвы.
Профессиональную карьеру начинал в 1957 году в ярославском «Химике».
С 1960 по 1963 годы играл в московском «Локомотиве».
С 1964 по 1967 год играл на позиции левого и центрального защитника в московском «Торпедо», в котором в 1965 стал чемпионом СССР. За «Торпедо» провел 2 матча в Кубке европейских чемпионов.
Карьеру завершал в 1968 в махачкалинском «Динамо».
Всего в высшей лиге провел 186 матчей, забил 12 мячей.

### В сборной
За сборную СССР провел одну игру — 4 сентября 1965 года участвовал в товарищеском матче против сборной Югославии, который завершился со счётом 0:0.

### Тренерская
С 1971 по 1976 год тренировал различные клубные команды московского «Локомотива». В 1977 году — главный тренер клуба «Дружба» Йошкар-Ола. В 1978 тренировал «Энергию» Братск.
С 1980 по 1981 год — директор московской футбольной школы «Люблино». В 1982—1997 — тренер футбольной школы «Смена» Москва (СДЮСШОР № 63).

## Достижения
- Чемпион СССР: 1965
- Серебряный призёр чемпионата СССР: 1964
- Финалист Кубка СССР 1966